# Limnophila galactopoda
Limnophila galactopoda là một loài ruồi trong họ Limoniidae. Chúng phân bố ở miền Tân bắc.